# ゴア併合
ゴア併合（ゴアへいごう）は、1961年12月にインド軍によって行われたポルトガル領インドのゴアを併合する軍事行動。

## 概要
1947年8月15日にインドがイギリスから独立した後も、フランスとポルトガルはインドにいくつかの植民地を持っており完全独立とは言えない状況であった。フランスの植民地は大勢のインド人が集団で押しかけ植民地を占拠するという非暴力運動などで返還されたが、ポルトガルの植民地ではこういった活動は暴力により鎮圧されてしまうような状況だった。
その結果、インドは武力でゴアを奪還する事を決意し、インド軍はゴアのポルトガル軍に猛攻撃をした。ポルトガルはインドの猛攻撃に敗北し、ゴアはインドへ編入される事となった。こうしてイギリスからの独立、フランス領インドの返還に続きインドは完全独立を果たすこととなった。

### General bibliography
- Rotter, Andrew Jon (2000). Comrades at Odds: The United States and India, 1947–1964. Cornell University Press. ISBN 0-8014-8460-X.  オリジナルの12 October 2023時点におけるアーカイブ。 2016年2月13日閲覧。
- Couto, Francisco Cabral (2006). Remembering the Fall of Portuguese India in 1961. ISBN 972-8799-53-5 (Partial online version at GoaBooks2 Archived 3 October 2020 at the Wayback Machine.)